# 197 до н. е.

## Події
- Битва при Кіноскефалах завершила другу Македонську війну. Війська Філіппа V Македонського зазнали поразки від римлян, що поклало край македонському домінуванню в Греції.
- Евмен II став царем Пергама.
- Облога Шекана
- Битва при Алабанді
- Облога Левкади

## Народились
- близько Луцій Корнелій Сципіон, римський політичний діяч

## Померли
- Аттал I Сотер, правитель Пергама

| рік | Це незавершена стаття про рік. Ви можете допомогти проєкту, виправивши або дописавши її. |